# Mon amour (BZN)
Mon amour is de single waarmee de Volendamse band BZN in de zomer van 1976 doorbrak. Het verstootte Dancing queen van ABBA van positie 1 in de Nederlandse Top 40 en de Nationale Hitparade. Op 15 oktober 2005 werd de single vanwege het 40-jarig bestaan van de band opnieuw uitgebracht en kwam het in de Single Top 100. Op deze single stond ook de nooit eerder uitgebrachte Engelse versie.
BZN was in de beginjaren een redelijk succesvolle rockband die probeerde van muziek een bestaan op te bouwen. Na enkele tours door onder andere Groot-Brittannië en Zweden, die echter niet het gehoopte succes opleverden, wilde de groep stoppen. Nog één keer werd geprobeerd de doorbraak te maken. Dat gebeurde met Mon Amour.

## Verhaal achter "Mon Amour"
Deze single lag al jarenlang op de planken, maar werd niet uitgebracht omdat hij niet paste in het toenmalige repertoire van de band. Jan Keizer schreef het nummer met inspiratie van de musical My Fair Lady. In 1976 nam de band met Marie Kwakman, die later als Maribelle bekend werd door onder andere het Eurovisiesongfestival, drie liedjes op met een oude cassetterecorder. Nadat de producers het nummer hoorden, zeiden zij dat het nummer weinig kans van slagen had. Later werd toch geprobeerd met het nummer een hit te scoren. Er was echter één probleem: Marie moest na een paar maanden alweer stoppen met BZN, omdat ze door haar ouders te jong werd bevonden om al professioneel zangeres te worden, ze was 15 jaar. Ze ging later werken aan een solocarrière. Mon Amour moest echter door een man en een vrouw worden gezongen.
Na een auditie, waarbij 30 personen kwamen opdagen, werd de juiste zangeres niet gevonden. Drummer Jack Veerman herinnerde zich echter een meisje achter een viskraam. Zij werd later bekend als Anny Schilder. Na een kleine auditie, bleek dat zij eigenlijk niet durfde. Maar na lang aanhouden praatte Veerman haar om.
De single werd na het uitbrengen in augustus wekenlang niet op de radio gedraaid, totdat Rob Out de single bombardeerde tot Veronica Alarmschijf, zodat de plaat veelvuldig werd gedraaid als tipplaat tijdens de vrijdag uitzendingen op Hilversum 3. De plaat werd daarna ook opgepikt door de overige omroepen op Hilversum 3. Vijf weken hierna stond Mon Amour op de hoogst haalbare positie in de Nederlandse Top 40 en Nationale Hitparade. In 2005 stond het nummer twee weken op de eerste plaats in de Mega Top 50.
Gemeten naar de Top 40 is Mon Amour het meest succesvolle Franstalige nummer in Nederland ooit, en er werden alleen al in Nederland ruim 130.000 exemplaren van verkocht. Na 'Dancing Queen' van ABBA was het in Nederland de op een na bestverkochte single van 1976. In België heeft dit nummer van BZN ook op nummer 1 gestaan.
Door het grote succes van Mon Amour werd BZN in één klap bijzonder populair en kreeg de groep het erg druk met optredens. Een van de videoclips die weleens worden uitgezonden, is in de herfst van 1976 opgenomen tijdens de rust van een Eredivisie thuiswedstrijd van FC Twente in het toenmalige Stadion Het Diekman.

## Hitnotering
Mon amour stond vijf weken op nummer 1 van de Nederlandse Top 40 en bleef bij elkaar veertien weken in deze hitlijst staan. Ook behaalde het de eerste plaats in de Nationale Hitparade waarin het vijftien weken stond genoteerd. Verder kwam het op nummer 10 terecht van de Volendammer Top 1000, een hitlijst die in 2013 werd samengesteld door een groot aantal lokale radio- en televisiestations in Noord-Holland.
| "Mon amour" in de Nederlandse Top 40 - binnen: 18-09-1976 | "Mon amour" in de Nederlandse Top 40 - binnen: 18-09-1976 | "Mon amour" in de Nederlandse Top 40 - binnen: 18-09-1976 | "Mon amour" in de Nederlandse Top 40 - binnen: 18-09-1976 | "Mon amour" in de Nederlandse Top 40 - binnen: 18-09-1976 | "Mon amour" in de Nederlandse Top 40 - binnen: 18-09-1976 | "Mon amour" in de Nederlandse Top 40 - binnen: 18-09-1976 | "Mon amour" in de Nederlandse Top 40 - binnen: 18-09-1976 | "Mon amour" in de Nederlandse Top 40 - binnen: 18-09-1976 | "Mon amour" in de Nederlandse Top 40 - binnen: 18-09-1976 | "Mon amour" in de Nederlandse Top 40 - binnen: 18-09-1976 | "Mon amour" in de Nederlandse Top 40 - binnen: 18-09-1976 | "Mon amour" in de Nederlandse Top 40 - binnen: 18-09-1976 | "Mon amour" in de Nederlandse Top 40 - binnen: 18-09-1976 | "Mon amour" in de Nederlandse Top 40 - binnen: 18-09-1976 | "Mon amour" in de Nederlandse Top 40 - binnen: 18-09-1976 |
| Week                                                      | 1                                                         | 2                                                         | 3                                                         | 4                                                         | 5                                                         | 6                                                         | 7                                                         | 8                                                         | 9                                                         | 10                                                        | 11                                                        | 12                                                        | 13                                                        | 14                                                        |                                                           |
| --------------------------------------------------------- | --------------------------------------------------------- | --------------------------------------------------------- | --------------------------------------------------------- | --------------------------------------------------------- | --------------------------------------------------------- | --------------------------------------------------------- | --------------------------------------------------------- | --------------------------------------------------------- | --------------------------------------------------------- | --------------------------------------------------------- | --------------------------------------------------------- | --------------------------------------------------------- | --------------------------------------------------------- | --------------------------------------------------------- | --------------------------------------------------------- |
| Positie                                                   | 26                                                        | 13                                                        | 4                                                         | 1                                                         | 1                                                         | 1                                                         | 1                                                         | 1                                                         | 3                                                         | 7                                                         | 14                                                        | 27                                                        | 32                                                        | 35                                                        | uit                                                       |

| "Mon amour" in de Nederlandse Nationale Hitparade binnen: 25-09-1976 | "Mon amour" in de Nederlandse Nationale Hitparade binnen: 25-09-1976 | "Mon amour" in de Nederlandse Nationale Hitparade binnen: 25-09-1976 | "Mon amour" in de Nederlandse Nationale Hitparade binnen: 25-09-1976 | "Mon amour" in de Nederlandse Nationale Hitparade binnen: 25-09-1976 | "Mon amour" in de Nederlandse Nationale Hitparade binnen: 25-09-1976 | "Mon amour" in de Nederlandse Nationale Hitparade binnen: 25-09-1976 | "Mon amour" in de Nederlandse Nationale Hitparade binnen: 25-09-1976 | "Mon amour" in de Nederlandse Nationale Hitparade binnen: 25-09-1976 | "Mon amour" in de Nederlandse Nationale Hitparade binnen: 25-09-1976 | "Mon amour" in de Nederlandse Nationale Hitparade binnen: 25-09-1976 | "Mon amour" in de Nederlandse Nationale Hitparade binnen: 25-09-1976 | "Mon amour" in de Nederlandse Nationale Hitparade binnen: 25-09-1976 | binnen: 15-10-2005 | binnen: 15-10-2005 | binnen: 15-10-2005 | binnen: 15-10-2005 | binnen: 15-10-2005 |
| Week                                                                 | 1                                                                    | 2                                                                    | 3                                                                    | 4                                                                    | 5                                                                    | 6                                                                    | 7                                                                    | 8                                                                    | 9                                                                    | 10                                                                   | 11                                                                   |                                                                      | 12                 | 13                 | 14                 | 15                 |                    |
| -------------------------------------------------------------------- | -------------------------------------------------------------------- | -------------------------------------------------------------------- | -------------------------------------------------------------------- | -------------------------------------------------------------------- | -------------------------------------------------------------------- | -------------------------------------------------------------------- | -------------------------------------------------------------------- | -------------------------------------------------------------------- | -------------------------------------------------------------------- | -------------------------------------------------------------------- | -------------------------------------------------------------------- | -------------------------------------------------------------------- | ------------------ | ------------------ | ------------------ | ------------------ | ------------------ |
| Positie                                                              | 10                                                                   | 4                                                                    | 2                                                                    | 1                                                                    | 1                                                                    | 2                                                                    | 2                                                                    | 5                                                                    | 9                                                                    | 13                                                                   | 23                                                                   | uit                                                                  | 52                 | 45                 | 72                 | 97                 | uit                |

### Evergreen Top 1000
| Evergreen Top 1000 "Mon Amour" | Evergreen Top 1000 "Mon Amour" | Evergreen Top 1000 "Mon Amour" | Evergreen Top 1000 "Mon Amour" | Evergreen Top 1000 "Mon Amour" | Evergreen Top 1000 "Mon Amour" | Evergreen Top 1000 "Mon Amour" | Evergreen Top 1000 "Mon Amour" | Evergreen Top 1000 "Mon Amour" | Evergreen Top 1000 "Mon Amour" | Evergreen Top 1000 "Mon Amour" | Evergreen Top 1000 "Mon Amour" | Evergreen Top 1000 "Mon Amour" | Evergreen Top 1000 "Mon Amour" | Evergreen Top 1000 "Mon Amour" | Evergreen Top 1000 "Mon Amour" | Evergreen Top 1000 "Mon Amour" |
| Jaar                           | 2008                           | 2009                           | 2010                           | 2011                           | 2012                           | 2013                           | 2014                           | 2015                           | 2016                           | 2017                           | 2018                           | 2019                           | 2020                           | 2021                           | 2022                           | 2023                           |
| ------------------------------ | ------------------------------ | ------------------------------ | ------------------------------ | ------------------------------ | ------------------------------ | ------------------------------ | ------------------------------ | ------------------------------ | ------------------------------ | ------------------------------ | ------------------------------ | ------------------------------ | ------------------------------ | ------------------------------ | ------------------------------ | ------------------------------ |
| Positie                        | 189                            | 147                            | 148                            | 148                            | 139                            | 184                            | 209                            | 260                            | 320                            | 261                            | 197                            | 264                            | 265                            | 259                            | 283                            | 216                            |

### NPO Radio 2 Top 2000
Zorg dat je dit sjabloon alleen aanroept op een pagina gekoppeld aan Wikidata, of geef zelf een Wikidata-ID mee (zie uitleg).